# Hilda Victoria Montenegro
Hilda Victoria Montenegro, née le 31 janvier 1976 à Hurlingham (partido) est une femme politique argentine, députée nationale pour la Ville de Buenos Aires. 
Ses parents sont des Desaparecidos (disparus), et elle elle-même est une enfant volée sous la dictature. Elle est enlevée le 13 février 1976 par l'Armée Argentine durant le gouvernement de Isabel Martínez de Perón. Elle ne prend connaissance de son identité réelle qu'en 2001. 
Jusqu'en 2017, elle est sous-secrétaire de l'Unité de coordination nationale pour la prévention, l'assistance et l'éradication de la violence à l'égard des femmes.

## Biographie
Hilda Victoria Montenegro est née le 31 janvier 1976 à Hurlingham, dans la province de Buenos Aires. Ses parents, Hilda Ramona Argentina Torres et Roque Orlando Montenegro sont originaires de Salta. Ils sont actifs au sein de l'Armée révolutionnaire du peuple (ERP-PTR). Le 13 février 1976, alors que Victoria n'a que 13 jours, elle et ses parents sont enlevés à leur domicile par les militaires. Ses parents disparaissent ensuite et elle est illégalement adoptée par un colonel de l'armée, Herman Antonio Tetzlaff.
Elle est élevée par Tetzlaff et sa femme, María del Carmen Eduartes, comme leur propre fille, sous le nom de « María Sol Tetzlaff »,. En grandissant, elle souhaite s'engager dans l'armée, mais ne le fait finalement en raison de crises d'angoisse récurrentes.

## Restitution
En 1988, les Grand-mères de Place de Mai débutent une action en justice. En 1993 elles accusent Tetzlaff d'appropriation illégale de mineurs pendant la dictature de 1976-83. Victoria Montenegro — alors encore connue sous le nom de María Sol et âgée de 16 ans — effectue un test sanguin, qui est analysé dans la banque de données génétiques des Grands-Mères. En 2000, les résultats montrent qu'elle n'est pas la fille biologique de Tetzlaff et Eduartes, et que ses parents biologiques sont Roque Montenegro et Hilda Torres. Elle est la 66ème enfant dont l'identité est rétablie par les Grands-Mères. Elle refuse d'abord de coopérer au procès contre Tetzlaff et continue un temps à se faire appeler María Sol. Elle rencontre la famille de ses parents biologiques pour la première fois en 2001.
Après son déni initial, et une longue période de maturation et de réflexion, au cours de laquelle elle a découvert son identité biologique, elle a finit par être convaincue et déclare : 
La peur n'existe plus. La peur a disparu avec Maria Sol. Je suis Victoria.
Le 23 mai 2012, en conférence de presse, Victoria Monténégro, les Grand-mères de Place de Mai et l'Équipe Argentine d'Anthropologie Forense (EAAF) ont annoncé l'identification des restes de Roque Orlando Monténégro parmi les sept corps retrouvés dans un charnier à Colonia del Sacramento, en Uruguay, en 1976.
L'examen du corps de son père montre qu'il a été victime d’un vol de la mort. Le corps de sa mère n'a pas été retrouvé.  
Hilda Victoria Montenegro a trois enfants et a tissé des liens progressivement avec sa famille biologique, originaire de la province de Salta. Elle a dû expliquer à ses enfants ce que leur grand-père avait fait. il a été condamné à 40 ans de prison à l'issu du procès.